# Howells
Howells és una ciutat dels Estats Units a l'estat de Nebraska. Segons el cens del 2000 tenia 632 habitants.

## Demografia
Segons el cens del 2000, Howells tenia 632 habitants, 281 habitatges, i 182 famílies. La densitat de població era de 435,7 habitants per km².
Dels 281 habitatges en un 27,4% hi vivien nens de menys de 18 anys, en un 56,2% hi vivien parelles casades, en un 6% dones solteres, i en un 34,9% no eren unitats familiars. En el 33,1% dels habitatges hi vivien persones soles el 23,5% de les quals corresponia a persones de 65 anys o més que vivien soles. El nombre mitjà de persones vivint en cada habitatge era de 2,25 i el nombre mitjà de persones que vivien en cada família era de 2,87.
Per edats la població es repartia de la següent manera: un 25% tenia menys de 18 anys, un 3,5% entre 18 i 24, un 24,2% entre 25 i 44, un 20,3% de 45 a 60 i un 11,4% 65 anys o més.
L'edat mediana era de 43 anys. Per cada 100 dones de 18 o més anys hi havia 82,3 homes.
La renda mediana per habitatge era de 33.750 $ i la renda mediana per família de 40.000 $. Els homes tenien una renda mediana de 25.417 $ mentre que les dones 20.000 $. La renda per capita de la població era de 17.433 $. Aproximadament l'1,6% de les famílies i el 6% de la població estaven per davall del llindar de pobresa.